# Truist Park
El Truist Park (originalmente SunTrust Park) es un estadio de béisbol que se localiza en el área metropolitana de la ciudad de Atlanta, Georgia, USA. Se encuentra en Cumberland en el condado de Cobb, a unas 10 millas (16 km) al noroeste del centro de Atlanta. Es la sede de los Atlanta Braves, el equipo de las Grandes Ligas de Béisbol de la ciudad. Reemplazó al Turner Field como sede de los Bravos.
El 11 de noviembre de 2013, los Bravos anunciaron que dejarían su terreno de juego después de la temporada 2016 para un nuevo estadio. Desde abril de 2017, los Bravos juegan sus partidos en casa en SunTrust Park.
El nuevo estadio se construyó en una asociación público-privada (PPP) con un presupuesto del proyecto de US $ 622 millones. Cobb-Marietta Coliseum & Exhibit Hall Authority ha emitido hasta $ 397 millones en bonos para el proyecto. El distrito recaudó $ 368 millones en bonos, $ 14 millones en impuestos de transporte y $ 10 millones en negocios en el Distrito de Mejoras Comunitarias de Cumberland. Los Bravos aportaron el dinero restante para el parque y la Batería Atlanta (área alrededor del estadio con tiendas, etc.). En total, el proyecto costó $ 1.1 mil millones.
Los Bravos organizaron un juego de pretemporada contra los Yankees de Nueva York el 31 de marzo de 2017 como una pre-apertura para los poseedores de boletos de temporada. El primer juego de la temporada regular en SunTrust Park se llevó a cabo el 14 de abril de 2017, con una victoria de los Bravos por 5-2 sobre los Padres de San Diego.

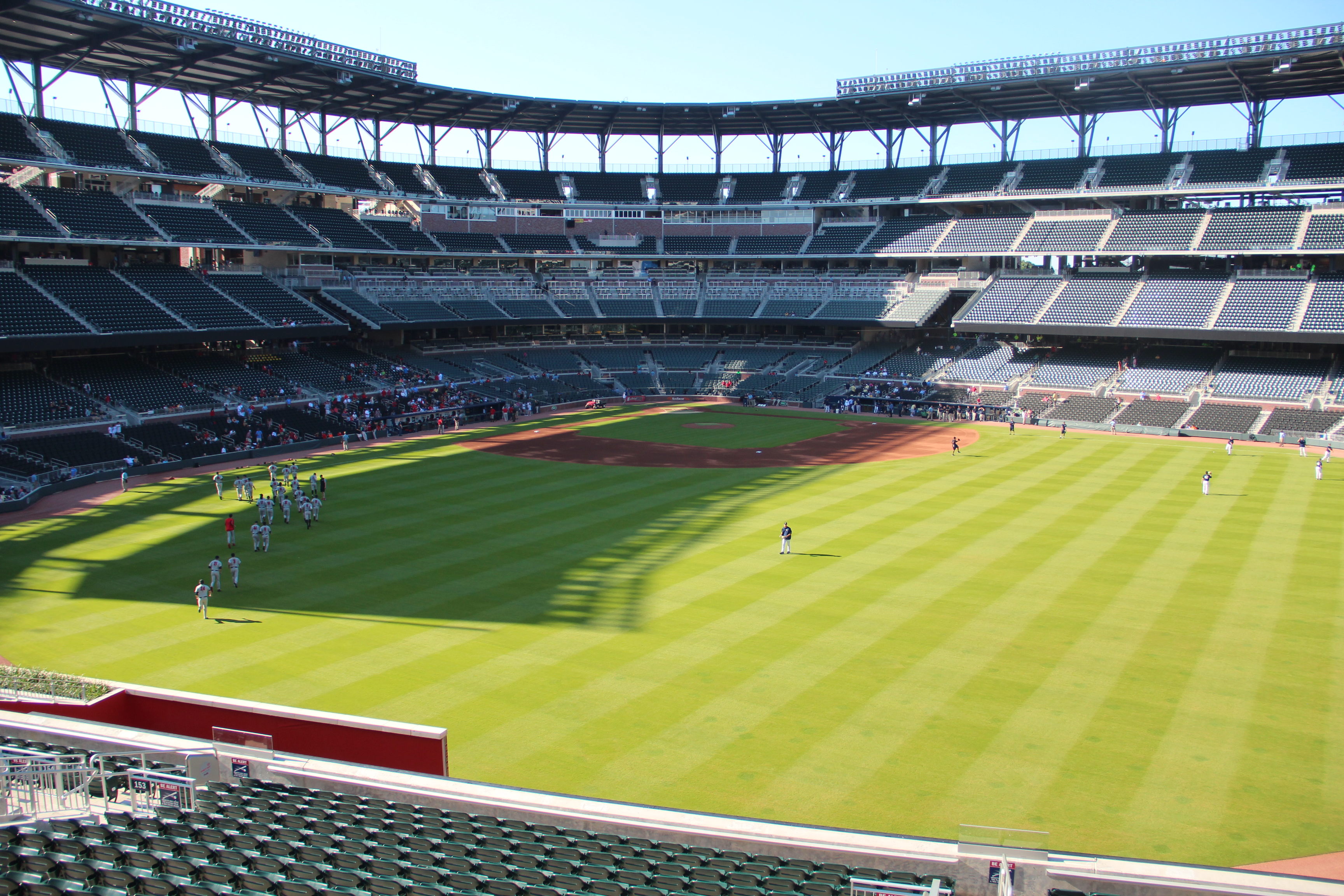
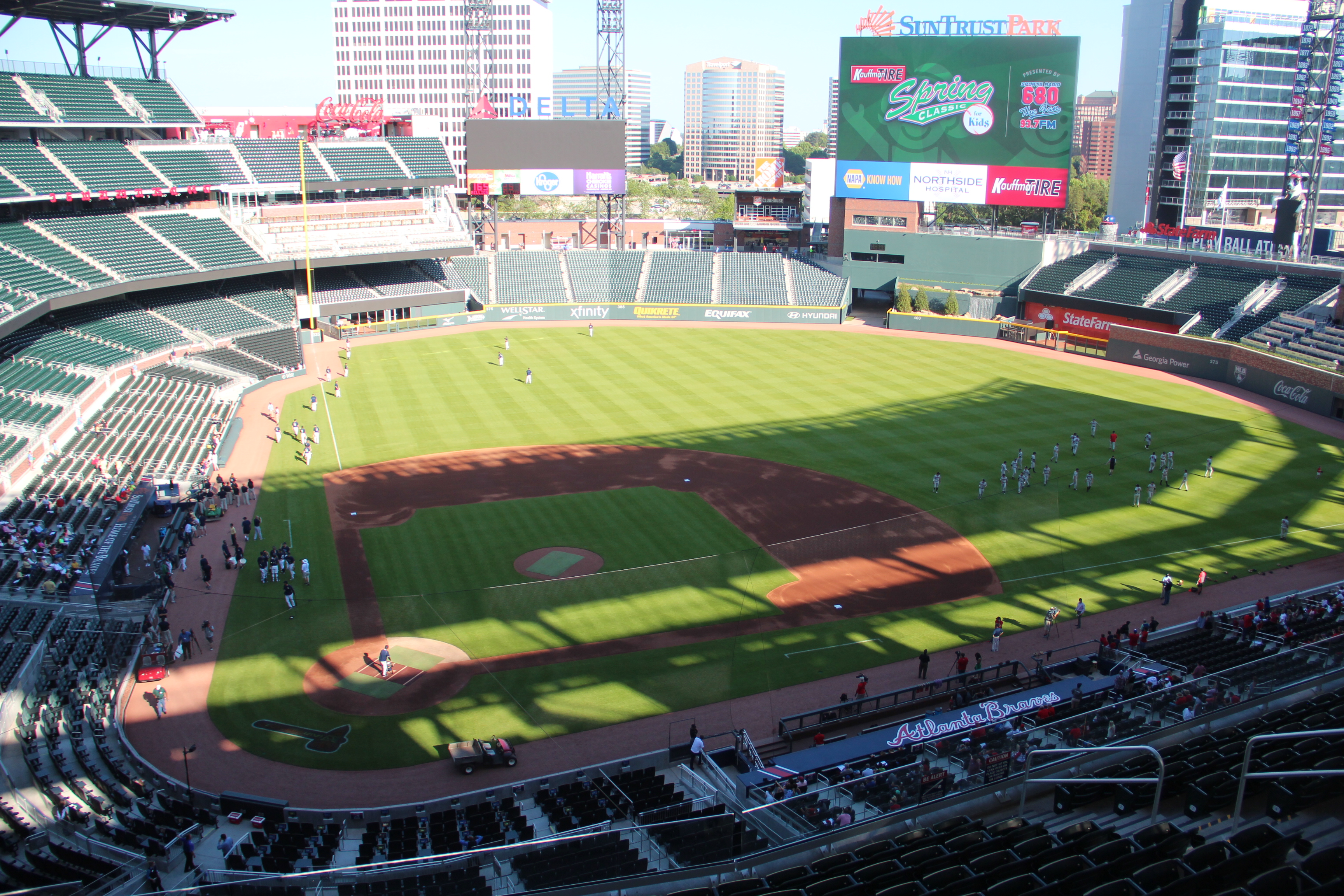